# Държавен архив на Северна Македония – Отделение Охрид
Държавният архив на Северна Македония – Отделение Охрид (на македонска литературна норма: Државен Архив на Република Северна Македонија – Одделение Охрид) е подразделение на Държавния архив на Северна Македония. Със своята дейност покрива общините: Охрид, Дебърца, Струга, Вевчани, Кичево, Другово, Осломей, Вранещица, Заяс, Дебър и Вапа. Новата сграда на архива е построена през 1979 г. и се намира на ул. „Никола Карев“ № 6 в Охрид.

## История
Историческият архив в Охрид е създаден през 1951 година, а през 1990 година се трансформира в подразделение в рамките на днешния Държавен архив на Северна Македония.

## Работа на подразделението
Подразделението работи с 385 притежатели на архивни материали. То разполага с 598 фонда и 17 колекции. Най-голямата част от архивния материал е от периода след Втората световна война, а останалата част в най-голяма степен се отнася до архивни фондове и единични документи от XIX век и първата половина на XX век. Архивните фондове и колекции съдържат много важна информация за политическата, културната и стопанската история на района на описаните общини.

## По-важни фондове
Много важни и ценни са колекциите църковно-славянски ръкописни книги от XIV до XX век и колекцията ориенталски ръкописни и печатни книги.
Най-значимите фондове са:
- Общински администрации (1918-1941 и 1941-1944);
- Народноосвободителните комитети (1944-1945) и комитетите на общините (1945-1990);
- Бановинска хидробиологична станция (1934-1941), Риболовна станция (1941-1944), Хидробиологична станция (1944-) всичките със седалище в Охрид;
- Гимназиите и основните училища от 1913-1945;
- Обществено-политически организации, дружества и сдружения;
- Религиозни фондове на източноправославната църква и ислямската общност.

Oт семейните фондове се открояват тези на търговските семейства Групчеви, Йованоски, Коцареви и други.
От личните фондове по-важни са тези на Борис Бояджиски, писател от Охрид, Григор Пърличев, Фоти Масин, свещеник от Охрид и други.